# Luftsackmilbe
Die Luftsackmilbe (Cytodites nudus) ist eine weltweit vorkommende, bei Vögeln im Atemtrakt einschließlich der Luftsäcke parasitierende Milbe. Manchmal tritt die Milbe auch in der Bauchhöhle auf. Befallene Tiere zeigen Husten, Atemnot, Schnabelatmung und Abgeschlagenheit. Am häufigsten sind Hühnervögel betroffen.
Weibliche Adulte sind 480–600 × 315–400 µm groß, männliche  450–575 × 280–340 µm. Der abgeplattete Körper ist weißlich und weitgehend frei von Borsten oder Haaren. Die kräftigen Beine tragen einen Haftnapf mit einem ungegliederten Stiel. Die Genitalöffnung ist spaltförmig. Die Ansteckung erfolgt über den Hustenauswurf befallener Vögel. Der Entwicklungszyklus besteht aus Ei, einem Larven- und zwei Nymphenstadien und dauert zwei bis drei Wochen.